# Ioan Mihai Cochinescu
Ioan Mihai Cochinescu (* 16. April 1951 in Timișoara) ist ein rumänischer Schriftsteller, Essayist, Drehbuchautor, Filmregisseur, Kunstfotograf und Professor Doktor der Ästhetik.

## Studium
Er schloss 1974 ein Studium der Musik (Violine, Piano und Komposition) am Konservatorium in Bukarest ab. Seine Professoren waren unter anderem George Bălan, Dan Constantinescu, Myriam Marbe, Victor Giuleanu, Emilia Comișel, D.D. Botez, Marin Constantin, Grigore Constantinescu, Dan Buciu, Alexandru Leahu. 2005 erwarb er an ebendieser Universität einen Doktortitel der Musik (Ästhetik). Seine Doktorarbeit trägt den Titel „Der musikalische venezianische Barock im Werk von Antonio Vivaldi“.
Zurzeit ist er Professor Doktor der Ästhetik an dem Kunstlyzeum Ploiești/Rumänien.

## Künstlerischer und literarischer Werdegang

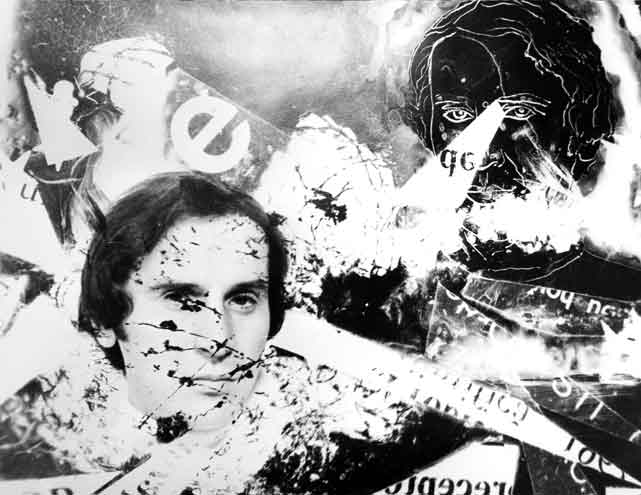
Selbstporträt, 1981

In den 1980er Jahren nahm er an bekannten Bukarester literarischen Kreise teil, wie z. B. „Junimea“, geleitet vom Kritiker Ovid S. Crohmălniceanu, „Der literarische Montagskreis“ unter der Leitung des Professors Nicolae Manolescu, „I.L. Caragiale“ in Ploiești aber auch an einigen fast anonymen literarischen Kreisen in Câmpina, Mizil, Pucioasa oder Slănic, wo er und viele seiner Kollegen gegen die kommunistische Zensur und Nichtveröffentlichung der Werke oder Artikel in literarischen Zeitschriften kämpften.
Er hat sporadische Veröffentlichungen, Kurzerzählungen in den Zeitschriften „Argeș“ (1968), „SLAST“ (1986), und „Tribuna“ (1987). Aus einem gemeinsamen Band mit kurzen Prosaerzählungen (1986 Verlag „Cartea Românească“) wurden seine Erzählungen von der Zensur herausgenommen.
Als Kunstfotograf nimmt er 1982–86 an verschiedenen internationalen Wettbewerben sowohl in Rumänien als auch in Frankreich, Brasilien und Polen teil, wo ihm bedeutende Preise verliehen wurden. Er veröffentlicht Essays, Artikel und Übersetzungen in der Zeitschrift „Fotografia“. Ioan Mihai Cochinescu ist Erfinder der Plan- und Raumfotos, die in den Galerien für Fotokunst AAF (1983 Bukarest), Sala Dalles (1983 Bukarest) und 1986 in Polen ausgestellt wurden. Im Jahre 1987 initiierte er in Ploiești den ersten Nationalsalon für fotografische Essays, ESEF.

## Affiliation
Ioan Mihai Cochinescu ist Mitglied des „Schriftstellerverbandes Rumäniens“ (1993), Mitglied des „Vereins der Kunstfotografen in Rumänien“ (1982), Gründer und Vorsitzender der „Literarischen Gesellschaft Ploiești“, SPLP (1990), Gründungsmitglied (1994) und Mitglied des Vorstands (1996) der „Vereinigung der Berufsschriftsteller in Rumänien“, ASPRO.

## Literarische und wissenschaftliche Tätigkeit
Bisher liegt keines seiner Werke in deutscher Übersetzung vor.
- 1991 Roman „Der Botschafter“ (Verlag Cartea Românească, ISBN 973-23-0252-6)
- 1993 „Rock und Depeche, der Film eines Romans“ (Verlag LiberArt, Ploiești)
- 1996 „Der Wintertraum von Isabell“ (ISBN 973-576-077-0) und „Die Insel“ (Verlag RAO), kurze Erzählungen der 1980er Jahre
- 2001 „Traktat der Kalligrafie“, Essays (Verlag Noel Computers, Ploiești)

In Vorbereitung befinden sich folgende Bücher:
- „Sublimul“ (ästhetische Studien 1994)
- „Alchimie und Musik“ (2005)
- „Der venezianische musikalische Barock“ (2005)
- „Die Monografie Antonio Vivaldi“ (2005)

## Schöpferische Gestaltungen auf dem Gebiet der Kinematographie
- „Der letzte Schneemann“ (1968)
- „Wenn Erwachsene spielen“ (1969)
- „Das Haus auf dem Hügel“ (1969)
- „Die Stadt“ (1970)
- „Der Fisch im Wasser“ (1971)
- „Die Hochzeit“ (1973)

## Mitarbeit an literarischen Zeitschriften, Rundfunk und Fernsehen
- Literarische Zeitschriften: „Contrapunct“, „România literară“, „Literatorul“, „Caiete critice“ etc.
- SOTI Fernsehen Bukarest, Rumänisches Fernsehen, Rumänischer Rundfunk, Antena 1 etc.